# پوینت رابرتز (واشینگتن)
پوینت رابرتز (به انگلیسی: Point Roberts) یک منطقهٔ مسکونی در ایالات متحده آمریکا است که در شهرستان واتکام، واشینگتن واقع شده‌است. پوینت رابرتز ۱٬۳۱۴ نفر جمعیت دارد و ۰ متر بالاتر از سطح دریا واقع شده‌است.